# موزه صنعت برق ایران

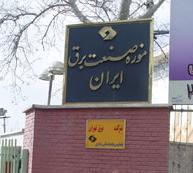
سر در موزهٔ صنعت برق ایران

موزه صنعت برق ایران، یکی از موزه‌های استان تهران است. موزه صنعت برق ایران موزه‌ای تاریخی، صنعتی و آموزشی است که در ۱۳۷۴، با مساحتی بالغ بر ۴۵۰۰ مترمربع، با آب نماها و فضای سبز بسیار زیبا و دیدنی، در جای اصلی یکی از قدیمی‌ترین نیروگاه‌های کشور ساخته شد.

## پیشینه
نخستین مولد برق در ۱۲۶۳ ش، به دستور ناصرالدین شاه قاجار وارد ایران شد و در تکیه دولت و (دربار)، به منظور روشنایی مورد استفاده قرار گرفت. در ۱۲۸۴ نخستین نیروگاه خصوصی برق شهر توسط مرحوم حاج حسین مهدوی (امین الضرب) در تهران گشوده شد.
امین الضرب در سفر به روسیه وقتی روشنایی شهر را دید به دنبال دلیلش گشت که به نیرو گاه رسید و مدت‌ها به تماشای آن نشست تا اینکه صاحب نیروگاه به او گفت قصد خریدش را داری و او گفت اگر ارزان بدهند بله. چون امین الضرب لباس مناسبی نداشت به تمسخر وی پرداخت و گفت پانصد تومان و او گفت قولنامه را بنویس.
این موزه در سال ۱۳۷۴ ساخته شد. در گذشته و محل فعلی موزه، چهار کارخانه قرار داشت، که عبارت بودند از کارخانه اشکودا، کارخانه دیزل، کارخانه وستینگهاوس ۸۰۰۰ کیلوواتی و کارخانه وستینگهاوس ۱۰۰۰۰ کیلوواتی. در حال حاضر موزه در جایی قرار گرفته‌است که پیش از این کارخانه ۱۰۰۰۰ کیلوواتی قرار داشت. نیمی از مساحت کارخانه برای ساخت موزه خراب شد و نیمه باقی مانده در موزه به کار رفته‌است که شامل یک واحد نیروگاه حرارتی[ (بخاری) با قدرت ۵۰۰۰ وات است و طوری قرار گرفته‌است که در تمام مراحل بازدید از موزه، کارخانه در معرض دید است. موزه شامل چهار طبقه‌است که علاوه بر آن، در محوطه بیرون از موزه، ماشین‌های دیزل و نیم دیزل و بخار ابتدایی استقرار یافته‌اند.

## ویژگی‌ها
در این گنجینه، اشیا و اسناد قدیمی مربوط به صنعت برق از حدود ۱۲۰ سال پیش تاکنون به همراه پیشرفت‌های این صنعت در معرض دید علاقه‌مندان قرار گرفته‌است. هم‌چنین، فیلمی از پیدایش صنعت برق در ایران در محل سالن آمفی‌تئاتر موزه، که مجهز به سیستم‌های پیشرفته صوتی تصویری است، برای بازدیدکنندگان پخش می‌شود. ترتیب قرار گرفتن اجزا در موزه طوری است که روند تکامل صنعت برق را نشان می‌دهد. این تکامل از وسیله پی‌سوز، قبل از دوران هخامنشی شروع می‌شود و بعد از نمایش شمع و چراغ‌های نفتی، به نمایش اولین مولد ایران همراه با عکس و اسناد مربوط به آن در ۱۳۰۲ ق، در زمان ناصرالدین شاه، می‌رسد؛ سپس اولین نیروگاه عمومی که امین‌الضرب در ۱۲۸۴ ش به تهران وارد کرد با اسناد و عکس به نمایش گذاشته می‌شود؛ و به دنبال آن انواع لامپ‌ها، از لامپ ادیسون گرفته تا لامپ‌های امروزی، و نیز وسایلی که در مسیر انتقال به کار برده می‌شود، در معرض نمایش قرار گرفته‌است. دراین بین، روش تولید انرژی توسط مولدهای بادی و نوری توسط ماکت و به طور عملی نشان داده می‌شود.
معماری موزه جالب و خاص است، به طوری که بازدیدکنندگان در حین دیدن اشیا و لوازم، متوجه نمی‌شوند که چند طبقه بالا آمده‌اند. سالن‌ها به طور زیگزاگ در کنار نیروگاه ۵۰۰۰ کیلوواتی بالارفته و طوری ساخته شده‌است که هر بخش توسط چهار پله از بخش دیگر جدا می‌شود.

## نشانی
این موزه در «تهران - میدان شهدا- خیابان پیروزی - خیابان شهید افروز» قرار دارد.